# Semiothisa californiaria
Semiothisa californiaria là một loài bướm đêm trong họ Geometridae.